# Madonna che allatta il Bambino (Giambono)
Madonna che allatta il Bambino è un dipinto di Michele Giambono, realizzato con la tecnica della pittura a tempera su tavola, conservato nel Museo di Castelvecchio a Verona.